# مات نيل
مات نيل (بالإنجليزية: Matt Neal)‏ هو سائق سيارة سباق بريطاني، ولد في 20 ديسمبر 1966 في ستوربريدج في المملكة المتحدة.

## وصلات خارجية
- مات نيل على موقع DriverDB.com (الإنجليزية)

- مات نيل على موقع IMDb (الإنجليزية)